# Palaeopsylla sinica
Palaeopsylla sinica är en loppart som beskrevs av Ioff 1953. Palaeopsylla sinica ingår i släktet Palaeopsylla och familjen mullvadsloppor. Inga underarter finns listade i Catalogue of Life.